# Herndon (Virginia)
Herndon is een plaats (town) in de Amerikaanse staat Virginia, en valt bestuurlijk gezien onder Fairfax County.

## Demografie
Bij de volkstelling in 2000 werd het aantal inwoners vastgesteld op 21.655.
In 2006 is het aantal inwoners door het United States Census Bureau geschat op 21.877, een stijging van 222 (1,0%).

## Geografie
Volgens het United States Census Bureau beslaat de plaats een oppervlakte van
10,9 km², geheel bestaande uit land. Herndon ligt op ongeveer 110 m boven zeeniveau.

## Plaatsen in de nabije omgeving
De onderstaande figuur toont nabijgelegen plaatsen in een straal van 16 km rond Herndon.

## Geboren
- Marlo Sweatman (1994), Jamaicaans-Amerikaans voetbalster